# Fender Super
Fender Super izvorno nazvan Dual Professional (s 2 x 10" Jensen zvučnicima) je gitarsko cijevno pojačalo koje je Fender proizveo 1947. godine. U naziv Fender Super preimenovan je u jesen iste godine.

## Povijest
Pri spomenu na model Fender Super mnogi će glazbenici pomisliti da se radi o crnom Toleks modelu pojačala s 4 x 10" zvučnicima, s efektima reverb i tremolo, poznatom kao Fender Super Reverb pojačalo.
Međutim, naziv Fender Super modelu davno je prije određen nego što je model Reverb proizveden i predstavljen 1963. godine, odnosno 1947. godine i model Tweed Super, kojeg većina glazbenika danas smatra klasičnim pojačalom za blues, rockabilly i rock and roll glazbu. Model pojačala s 2 x 10" zvučnicima svoje korijene vuče od prvotnog Dual Professional modela koji je bio poznat po svom neobičnom klinastom V-izgledu s ugrađenim kromiranim metalnim zaštitnim pojasem po sredini zvučnika. Po preimenovanju u Fender Super model Fender je još kratko zadržao V-izgled prednjice kabineta, a 10" zvučnici su se zadržali do početka '60-ih godina.

## Karakteristike
| Fender V-Front Super  | Fender V-Front Super                                 |
| --------------------- | ---------------------------------------------------- |
| Cijevi u pojačalu     | 5A4; 2 x 6L6 (u metalnom omotu); 5B4, 5C4; 2 x 6L6GC |
| Cijevi u pretpojačalu | 5A4; 2 x 6SJ7, 5B4; 2 x 6SC7, 5C4; 2 x 12AY7         |
| Dostupan              | kombo                                                |
| Efektivna snaga       | - - -                                                |
| Efekti                | - - -                                                |
| Kanali                | 1 (normal)                                           |
| Zvučnik               | 2 x 10", model Jensen                                |
| Ispravljač            | cijev 5U4G                                           |

## Vanjske poveznice
- Fender Tweed Super na gibson.com  Arhivirana inačica izvorne stranice od 27. veljače 2012. (Wayback Machine)
- Fender V-Front Super  Arhivirana inačica izvorne stranice od 24. prosinca 2011. (Wayback Machine)